# Насреддин в Ходженте, или Очарованный принц
«Насреддин в Ходженте, или Очарованный принц» — фильм режиссёров Амо Бек-Назарова и Эразма Карамяна 1959 года по мотивам повести Леонида Соловьёва «Очарованный принц».
Премьера фильма состоялась в декабре 1959 года в городе Сталинабаде, а в Москве первый показ состоялся 14 марта 1960 года.

## Сюжет
Ходжа Насреддин прибывает в город Ходжент и знакомится с Багдадским вором. Вместе они собираются освободить сорок невольниц. Насреддин при помощи хитрости, интриг и главаря разбойников Али-Бабы подвергает казни правителей Ходжента и освобождает из плена невольниц.

## В ролях
| Актёр                 | Роль              |
| --------------------- | ----------------- |
| Гурген Тонунц         | Ходжа Насреддин   |
| Сталина Азаматова     | Зумрад            |
| Марат Арипов          | багдадский вор    |
| Абдульхайр Касымов    | гадальщик         |
| Мухамеджан Касымов    | хан Ходжента      |
| Дильбар Касымова      | жена Насреддина   |
| Тахир Сабиров         | очарованный принц |
| Шамси Джураев         | Камильбек         |
| Саидмурад Саидмурадов | меняла Рахимбай   |
| Борис Шлихтинг        | начальник стражи  |
| Абдулхамид Нурматов   | в эпизоде         |

## Съёмочная группа
- Сценаристы:
  - Амо Бек-Назаров
  - Эразм Карамян
- Оператор: Ибрагим Барамыков
- Композитор: Вано Мурадели
- Художники: Петр Бейтнер, К. Полянский